# Mannequin... alta tensión
Mannequin... alta tensión  es una película de Argentina filmada en Eastmancolor dirigida por Massimo Giuseppe Alviani,  según su propio guion que fue producida entre 1977 y 1978 y se estrenó el 1 de marzo de 1979. Tuvo como actores principales a Ricardo Bauleo, Cipe Lincovsky, Mimí Pons y Norma Pons. 
Su primer título fue  Hembras diabólicas y la coreografía estuvo a cargo de Eric Zepeda. Fue el único largometraje de este director italiano en Argentina, si bien realizó otros para televisión en Bolivia y Chile.

## Sinopsis
Una banda integrada por modelos y ejecutivos realiza importantes robos.

## Reparto
- Yoli Scuffi …Jennifer Holden
- Mirtha Miller …Mirta
- Graciela Graziosi …Modelo
- Silvia Mores …Silvia
- Ricardo Bauleo …Johnny Krauss
- Cipe Lincovsky …Johanna
- Mimí Pons …Mimí
- Norma Pons …Actriz
- Mora Furtado …Mora Duclós
- Jorge Illusi
- James Farley
- Virginia Somoza
- Emilio De Grey …Max
- Piero Landi
- Christa Walgner
- Guillermo Molloy
- Susana Fernández
- Rodolfo Machado …Policía
- Luis Manuel de la Cuesta
- Ana María Montero
- Muriel Hammerer
- Elvia Andreoli
- Susana Nuñez
- Betty Ayala
- Martha Ricciardi
- Silvia Albizu

## Comentarios
Jorge Abel Martin en Cine Argentino ‘79 escribió del filme:

«Ridícula e inintelegible historia policial.»